# Ragnar Sproge
Karl Gösta Ragnar Sproge fram till 1939 Svensson, född 10 april 1902 i Norrköping, död 20 januari 1987, var en svensk kartassistent och målare.
Han var son till murarmästaren AE Svensson och Anna Eleonora Andersson och från 1950 gift med tandteknikern Anna Lisa Gradin (1923–2014). Sproge bedrev först konststudier via Hermods korrespondensinstitut 1918 och i en kurs ledd av Arne Isacsson i Stockholm 1944–1945. Han medverkade från 1926 i Östgöta konstförenings samlingsutställningar. Hans konst består av porträtt, landskapsmålningar och kopior efter äldre mästares verk.